# Kudrinka
Kudrinka (russisch Кудринка, deutsch Backeln) ist ein Ort in der russischen Oblast Kaliningrad. Er gehört zur kommunalen Selbstverwaltungseinheit Stadtkreis Selenogradsk im Rajon Selenogradsk.

## Geographische Lage
Kudrinka liegt zwei Kilometer südwestlich von Kaschtanowka (Mollehnen) und ist über eine Stichstraße von der russischen Fernstraße A 191 (ehemalige deutsche Reichsstraße 128) aus zu erreichen. Die Oblasthauptstadt Kaliningrad (Königsberg) liegt 15 Kilometer entfernt, und bis zur Kreisstadt Selenogradsk (Cranz) sind es elf Kilometer. Die nächste Bahnstation ist Kaschtanowka und liegt an der Bahnstrecke Kaliningrad–Selenogradsk–Pionerski (Königsberg–Cranz–Neukuhren).

## Geschichte
In dem kleinen bis 1946 Backeln genannten Gutsdorf lebten im Jahre 1910 90 Einwohner. Ursprünglich dem Amtsbezirk Schugsten (heute russisch: Berjosowka) im Landkreis Fischhausen zugehörig, wurde der Ort am 30. September 1928 in den Amtsbezirk Rudau (heute russisch: Melnikowo) umgegliedert, als nämlich Backeln seine Eigenständigkeit verlor und in die Gemeinde Rudau eingemeindet wurde. Bis 1939 zum Landkreis Fischhausen zugehörig, war Backeln dann bis 1945 in den Landkreis Samland im Regierungsbezirk Königsberg der preußischen Provinz Ostpreußen eingegliedert.
Im Jahre 1945 kam Backeln innerhalb des nördlichen Ostpreußens zur Sowjetunion. Im Jahr 1947 erhielt der Ort den Namen Kudrinka und wurde gleichzeitig dem Dorfsowjet Melnikowski selski Sowet im Rajon Primorsk zugeordnet. Später gelangte der Ort in den Muromski selski Sowet. Von 2005 bis 2015 gehörte Kudrinka zur Landgemeinde Kowrowskoje selskoje posselenije und seither zum Stadtkreis Selenogradsk.

## Kirche
Die vor 1945 fast ausnahmslos evangelische Bevölkerung Backelns war in das Kirchspiel Laptau (heute russisch: Muromskoje) eingepfarrt und lag im Kirchenkreis Königsberg-Land II in der Kirchenprovinz Ostpreußen der Kirche der Altpreußischen Union. Heute liegt Kudrinka im Einzugsbereich der in den 1990er Jahren neu entstandenen evangelisch-lutherischen Gemeinde in Selenogradsk (Cranz), die eine Filialgemeinde der Auferstehungskirche in Kaliningrad (Königsberg) in der Propstei Kaliningrad der Evangelisch-lutherischen Kirche Europäisches Russland ist.